# The Shawn Mendes EP
The Shawn Mendes EP é o primeiro extended play (EP) do artista musical Shawn Mendes. Seu lançamento ocorreu em 28 de julho de 2014, pela Island Records.

## Lista de faixas
| N.º | Título                | Compositor(es)                                           | Duração |  |
| 1.  | "Life of the Party"   | Ido Zmishlany, Scott Harris                              | 3:34    |  |
| 2.  | "Show You"            | Scott Harris, Shawn Mendes, Martin Terefe, Ido Zmishlany | 3:00    |  |
| 3.  | "One of Those Nights" | Scott Harris, Shawn Mendes, Ido Zmishlany                | 3:30    |  |
| 4.  | "The Weight"          |                                                          | 3:03    |  |

## Desempenho nas tabelas musicais
| País (Tabela musical) (2014)           | Melhor posição |
| -------------------------------------- | -------------- |
| Canadá (Billboard)                     | 5              |
| Nova Zelândia (RMNZ)                   | 36             |
| Estados Unidos (Billboard 200)         | 5              |
| Estados Unidos (Top Tastemaker Albums) | 9              |